# Embarcaderos de Chelsea

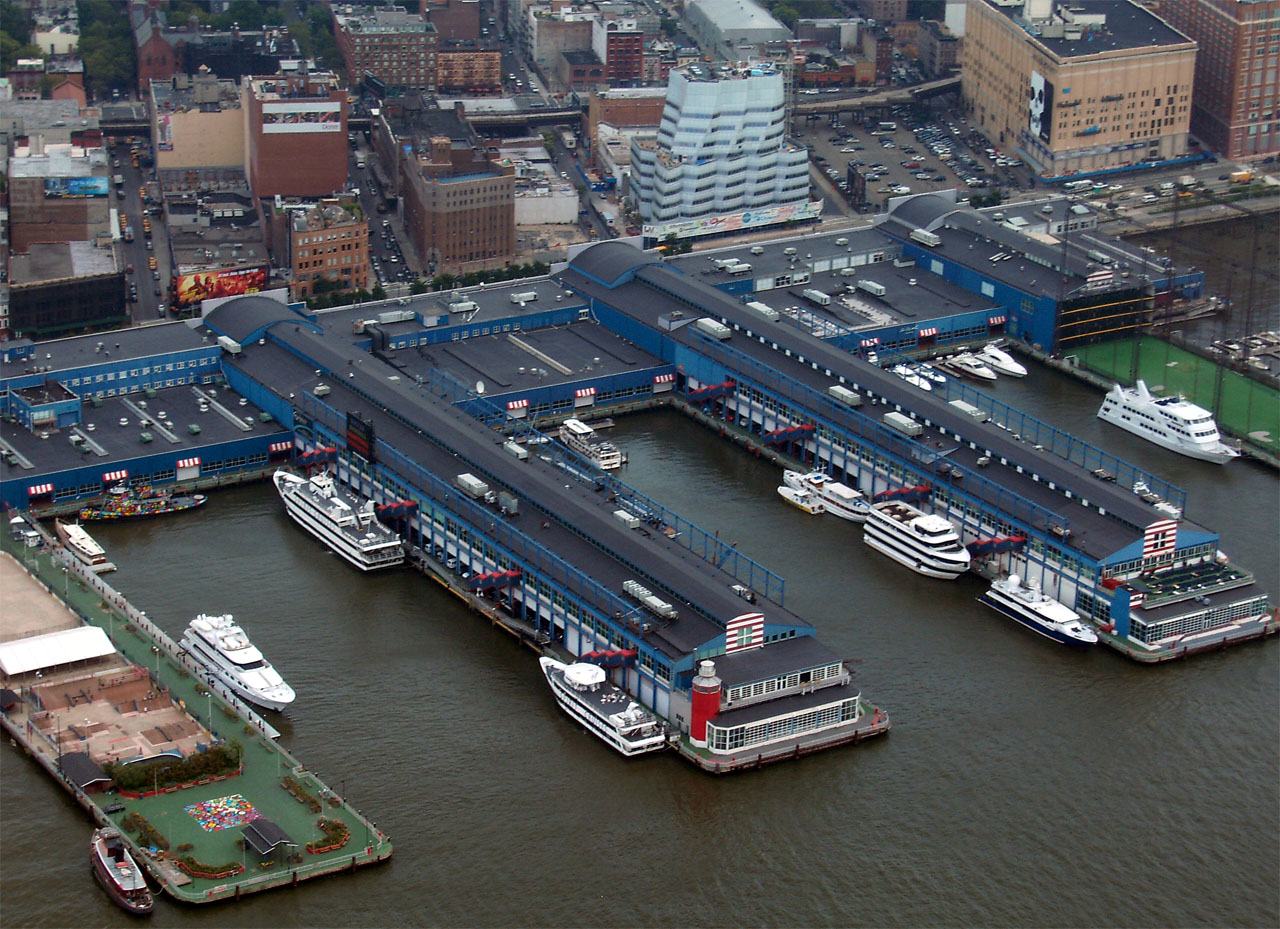
Los embarcaderos de Chelsea vistos desde el aire. El embarcadero 62 está a la izquierda y el driving range del embarcadero 59 es parcialmente visible a la derecha

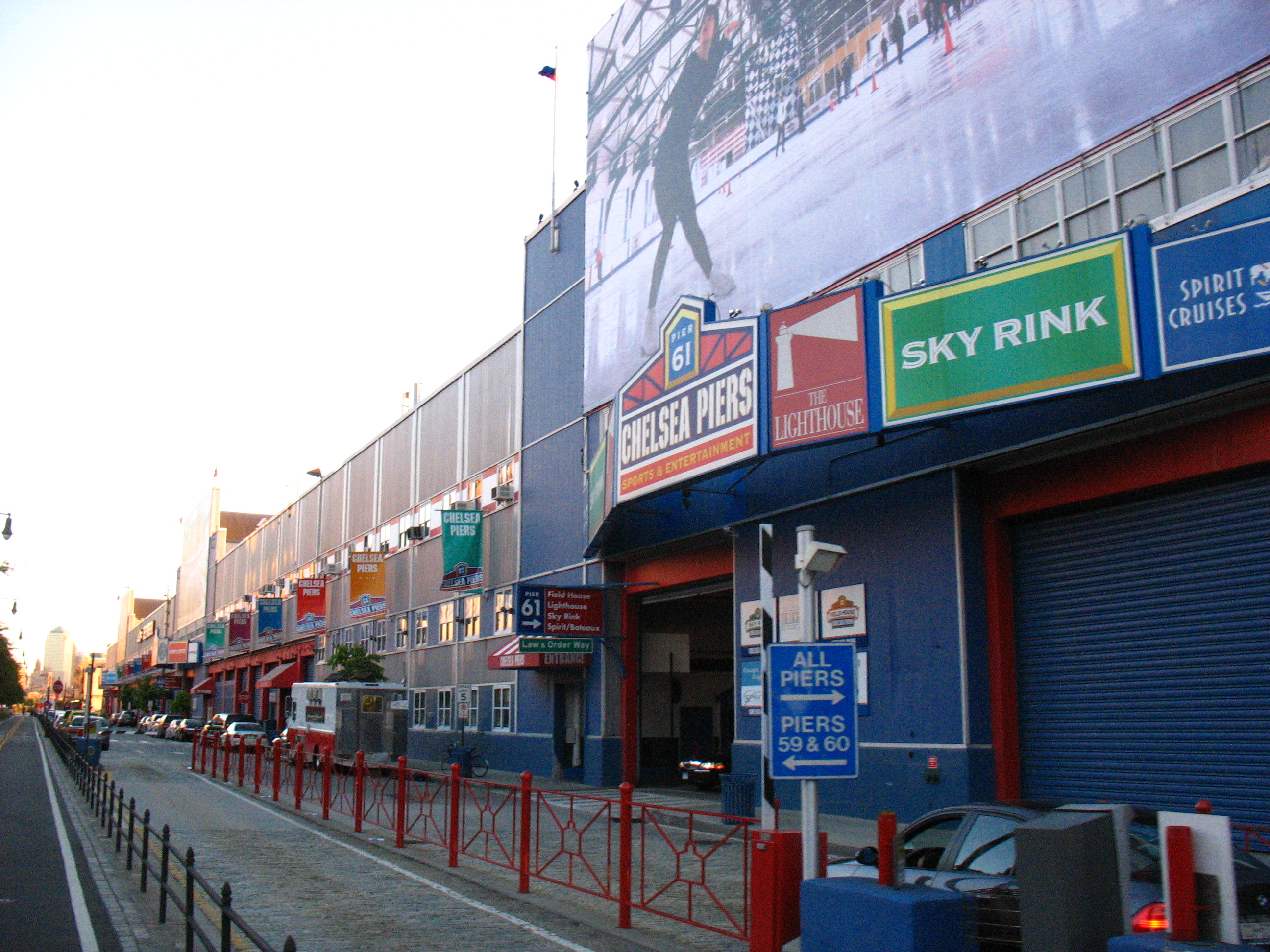
Los embarcaderos de Chelsea desde la West Side Highway

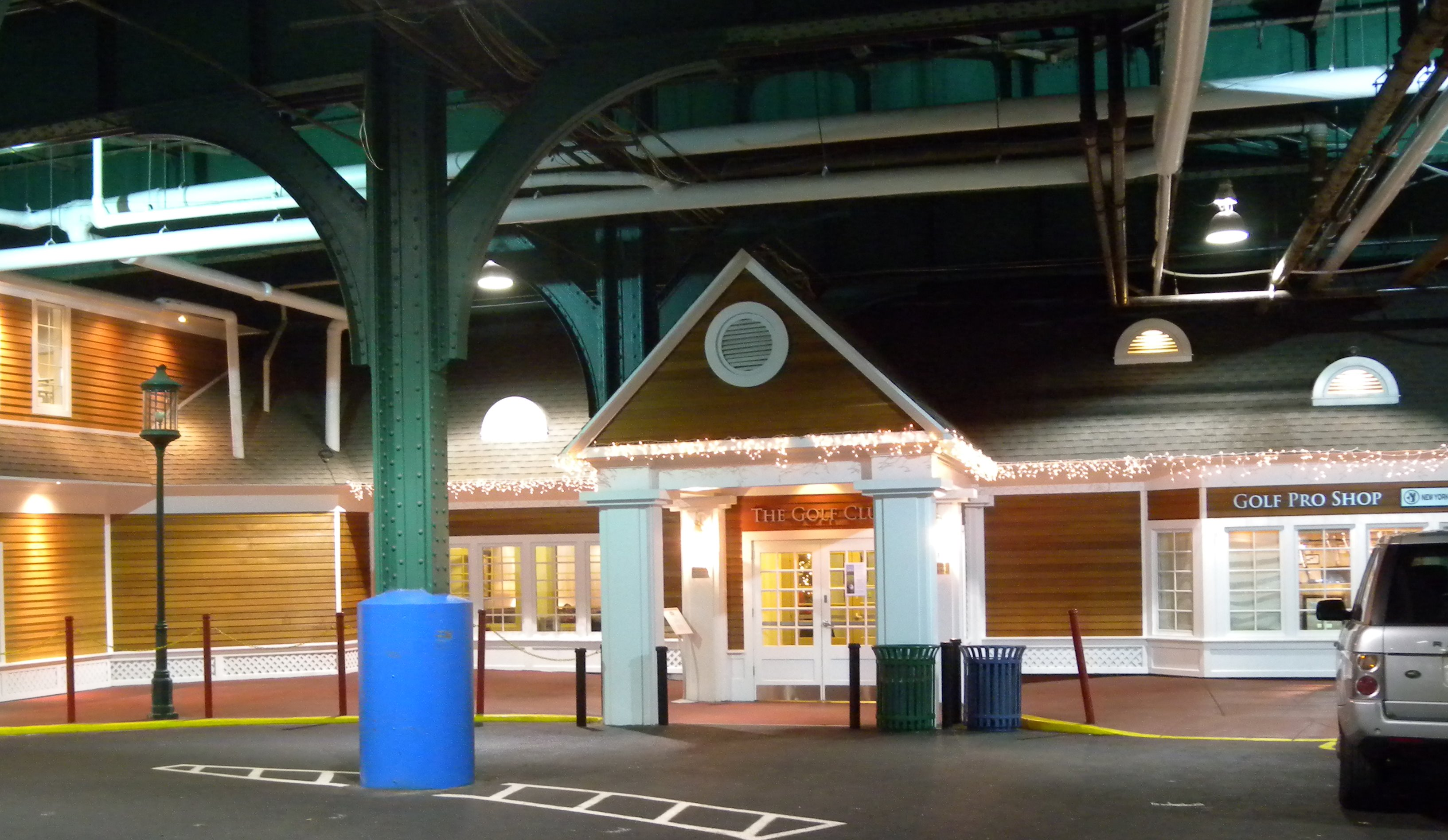
Entrada al club de Golf

Los embarcaderos de Chelsea (en inglés Chelsea Piers) son una serie de embarcaderos en el barrio neoyorquino de Chelsea en Manhattan, Nueva York. Se ubican al oeste de la autopista del lado oeste (Undécima Avenida) y Hudson River Park y al este del río Hudson. Originalmente eran un terminal de pasajeros a inicios de los años 1900 que fue utilizado por el RMS Lusitania y que fue el destino del RMS Carpathia luego de que rescatara a los sobrevivientes del Titanic. Los embarcaderos reemplazaron una variedad de estructuras derruidas con una fila de grandes construcciones embellecidas con fachadas de granito rosa.
Actualmente los embarcaderos son usados por el Chelsea Piers Sports & Entertainment Complex. El complejo (con carácter de ciudad deportiva) comprende 11.4 hectáreas frente a la costa del río Hudson entre las calles 17 y 23. Este proyecto privado abrió en 1995 y ocupó los embarcaderos (piers) 59, 60 y 61 e incluye un club de golf con un driving range de varios pisos; la Field House que contiene varias instalaciones deportivas y de entrenamiento; el Sky Rink que tiene dos pistas de hielo, el gimnasio Chelsea Piers Fitness; Bowlmor una pista de bowling y el Sunset Terrace un local que suele alojar bodas. El complejo también incluye varias salas de eventos; instalaciones para producción de cine y televisión y una marina para el atraque de botes privados.

## Historia

### Desarrollo y construcción
Históricamente, el término Chelsea Piers hacía referencia a los atracaderos de lujo que se ubicaban en lado oeste de Manhattan entre los años 1910 y 1930s. A medida que los transatlánticos, como el Titanic, se iban haciendo más grandes; la ciudad de Nueva York empezó a buscar nuevas ubicaciones para un terminal de pasajeros. El Ejército de los Estados Unidos, que controlaba la localización y el tamaño de los embarcaderos, se rehusó a permitir que cualquier embarcadero se extendiera más allá de la existente línea límite establecida para ellos en el North River que era el nombre que le daban a la parte navegable del río Hudson más al sur de la calle 30 de Manhattan). Las navieras no querían hacer construcciones más al norte de la calle 23 porque la infraestructura ya estaba construida alrededor de esa calle incluyendo la línea del ferrocarril New York Central y una estación de ferrys.
La ciudad de Nueva York solucionó el problema de una manera inusual quitando una cuadra de tierra del relleno de 1837 que extendía Manhattan a una Decimotercera Avenida. La controversial decisión incluyó desaparecer muchos negocios. La ciudad no logró desalojar el mercado callejero de West Washington y este se quedó como relleno de tierra. El mercado terminó por cerra cuando los puertos fueron convertidos en instalaciones sanitarias y fue utilizado para la carga de barcas de basura hacia el vertedero Fresh Kills. La única sección de la avenida 13 que se mantiene es la que se encuentra atrás de la instalación sanitaria y actualmente es un estacionamiento de camiones de basura denominado Gansevoort Peninsula.
Los nuevos embarcaderos fueron diseñados por la firma arquitectónica Warren and Wetmore, que también diseñó el Grand Central Terminal. Según los contratos firmados por el Departamento de Puertos y Transbordadores de la ciudad de Nueva York, las mejoras de la sección Chelsea (Chelsea Section Improvement) como fue llamado oficialmente, reemplazó un conjunto de estructuras deterioradas con un grupo de edificios embellecidos de fachadas de granito rosa que formaron los puntos de atraque de las líneas rivales Cunard Line y White Star Line.

### Inicios delsigloXX

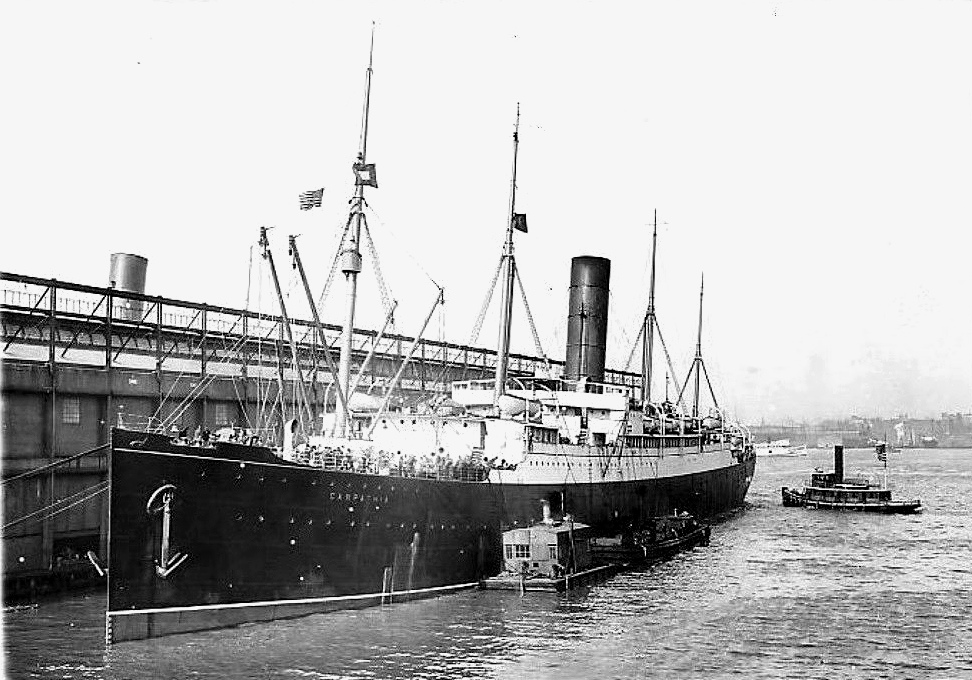
El RMS Carpathia en el embarcadero 54 luego del rescate del RMS Titanic

Mucho del tráfico de transatlánticos de la época atracaban en los embarcadores que jugaron roles importantes en desastres del Titanic y del Lusitania. El Lusitania zarpó del embarcadero 54 en 1915 antes de ser torpedeado por un submarino alemán U-20. El RMS Titanic debía atracar en el embarcadero 59 asignado a la White Star en el viaje en que se hundió. Los sobrevivientes de este viaje fueron traídos en el RMS Carpathia de la línea Cunard. El Carpathia soltó los botes salvavidas del RMS Titanic en el embarcadero 59 antes de ir al embarcadero 53 y permitir el desembarque de pasajeros y sobrevivientes. Cientos de personas se reunieron en el muelle para saludar a la nave.
Durante el verano de 1920, un dramático mitin se organizó el 31 de julio en los muelles de la White Star Line. Esta reunión fue para despedir a Daniel Mannix, el arzobispo de Melbourne de origen irlandés que se había pronunciado contra el régimen inglés en Irlanda y encabezó con éxito el movimiento anti-conscripción durante la Primera Guerra Mundial. Cerca de quince mil neoyorquinos se reunieron en el embarcadero 60 al final de la calle 20 oeste para asegurarse que David Lloyd George permitiera que Mannix fuese a Irlanda.
Una fila para barcos de lujo fue construida entre las calles 44 oeste y la calle 52 oeste para albergar barcos más grandes en los años 1930. Luego de que, en 1935, Nueva York mudara sus embarcaderos de lujo al Terminal de Cruceros de Nueva York ubicado entre las calles 46 oeste y 54 oeste para recibir a barcos como el RMS Queen Mary y el SS Normandie, el embarcaderos se convirtió en un terminal de carga. Durante la Segunda Guerra Mundial, los embarcaderos fueron utilizados para movilizar tropas. Los muelles sufrieron incendios en 1932 y 1947 que destruyeron algunos de los embarcaderos al sur. La nueva construcción hizo nuevos muelles de carga utilizados por la United States Lines y la línea Grace.
En julio de 1936, Jesse Owens y el equipo olímpico estadounidense partieron en el SS MANHATTAN desde el embarcadero 60 hacia las olimpiadas de 1936 en Berlín, Alemania.

### Fines delsigloXX
En los años 1980, circularon planes para reemplazar la autopista elevada del lado oeste con una autopista que circulara a lo largo del lado oeste desde la calle 42 hacia el sur. El plan contemplaba que, para la construcción de la autopista, se debían demoler los embarcaderos. La superestructura del muelle 54 fue demolida en 1991 con excepción de su arco de entrada (que tenían los símbolos de las líneas Cunard y White Star). Este plan fue abandonado luego de varios juicios dijeron que la nueva autopista pondría en riesgo a la lubina rayada atlántica.

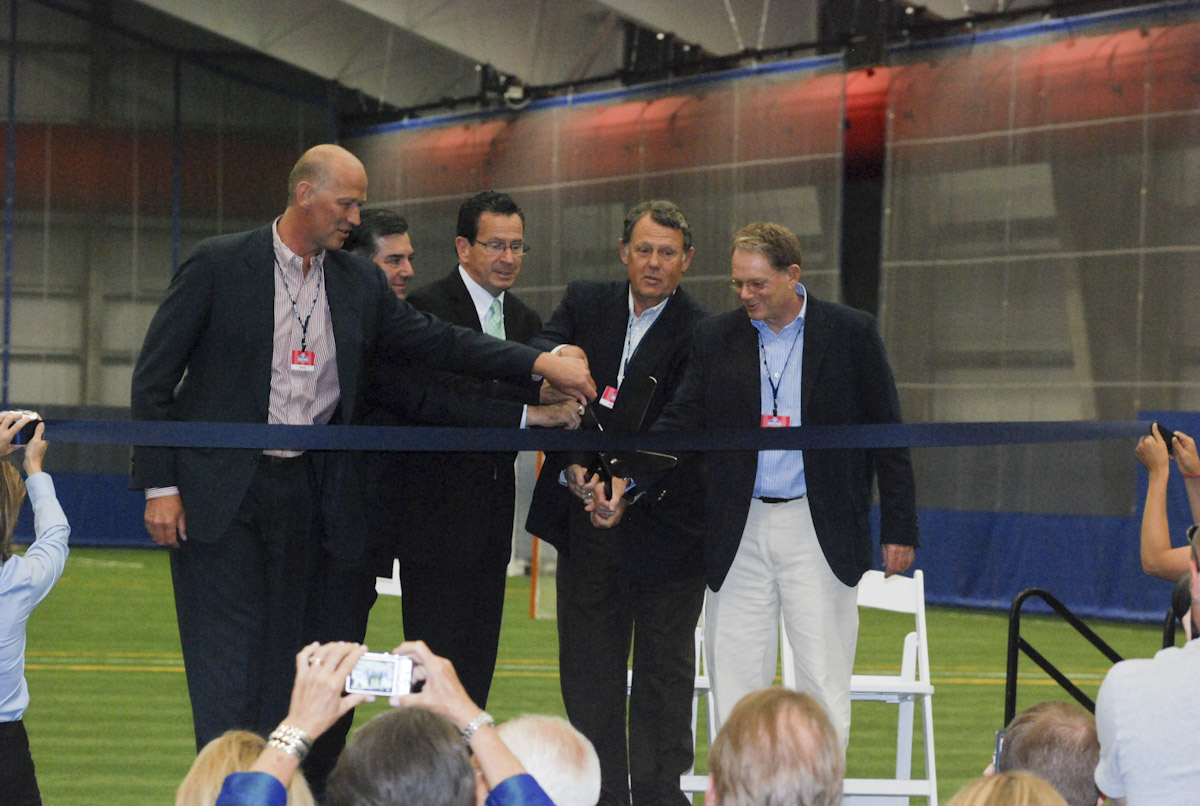
El Gobernador de Connecticut Dannel Malloy y otros oficiales en la ceremonia de inauguración de los Chelsea Piers Connecticut en junio del 2012

Luego de que se dejara de lado este plan, el desarrollo de la West Side Highway evolucionó en dos fases: una asociación público-privada que llevó a que los embarcaderos al norte sean utilizados para propósitos recreativas a cargo del Chelsea Piers Sports & Entertainment Complex mientras los embarcaderos al sur sean hoy parte del Hudson River Park. La construcción del complejo se inició el 12 de julio de 1994 con ceremonias a las que asistieron el Gobernador del Estado de Nueva York Mario Cuomo, el Alcalde de Nueva York Rudy Giuliani, y la presidenta del barrio (borough) de Manhattan Ruth Messinger. The complex opened in August 1995.
El primer proyecto de expansión de los embarcaderos de Chelsea, Chelsea Piers Connecticut, fue construido en Stamford, Connecticut. La instalación se inauguró en julio del 2012.
Luego de los atentados del World Trade Center los servicios de emergencia médica fueron ubicados en los embarcaderos de Chelsea y en el terminal del ferry de Staten Island.

## Embarcaderos 54/55

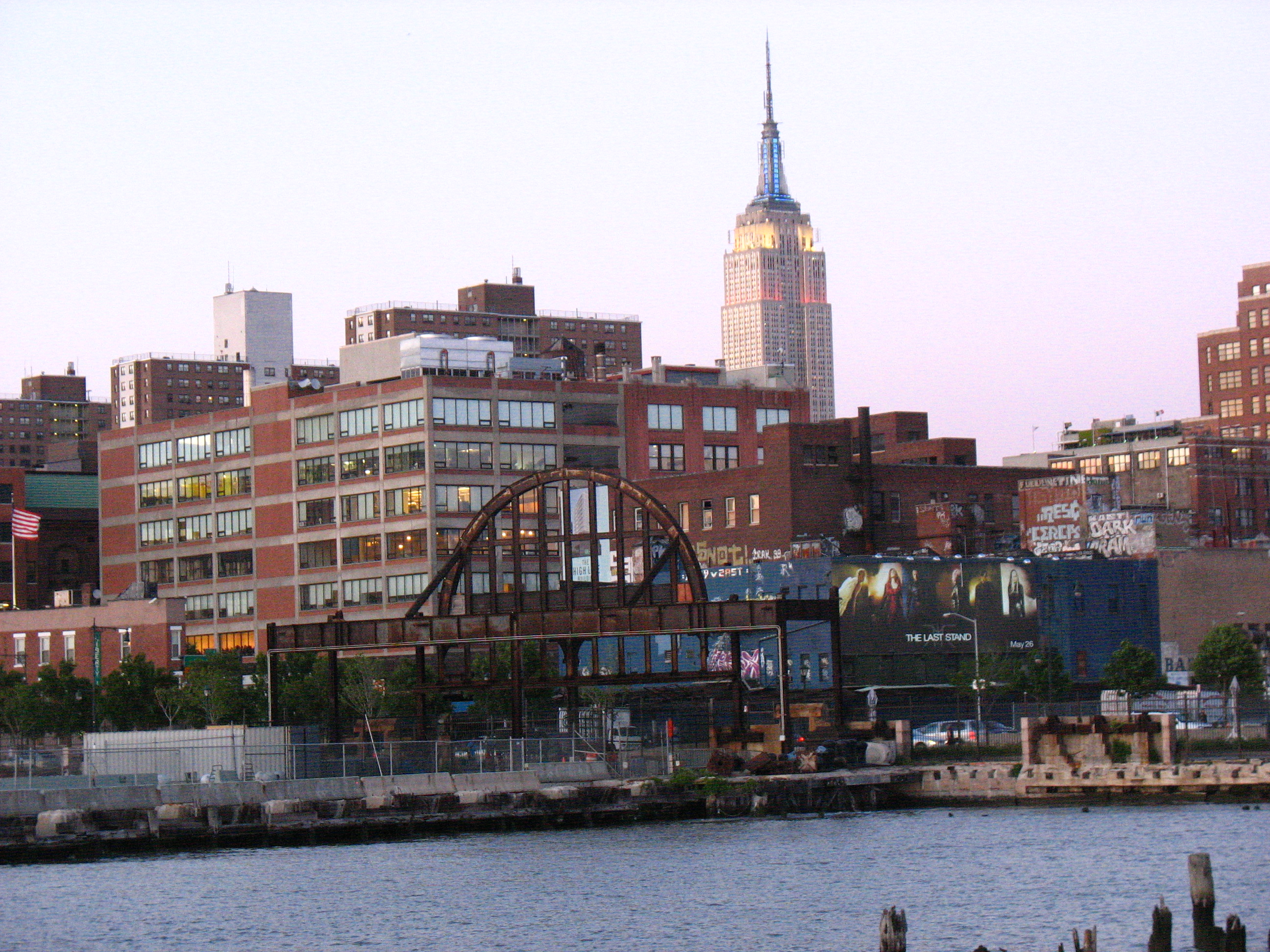
El arco de ingreso es el único remanente identificable del embarcadero

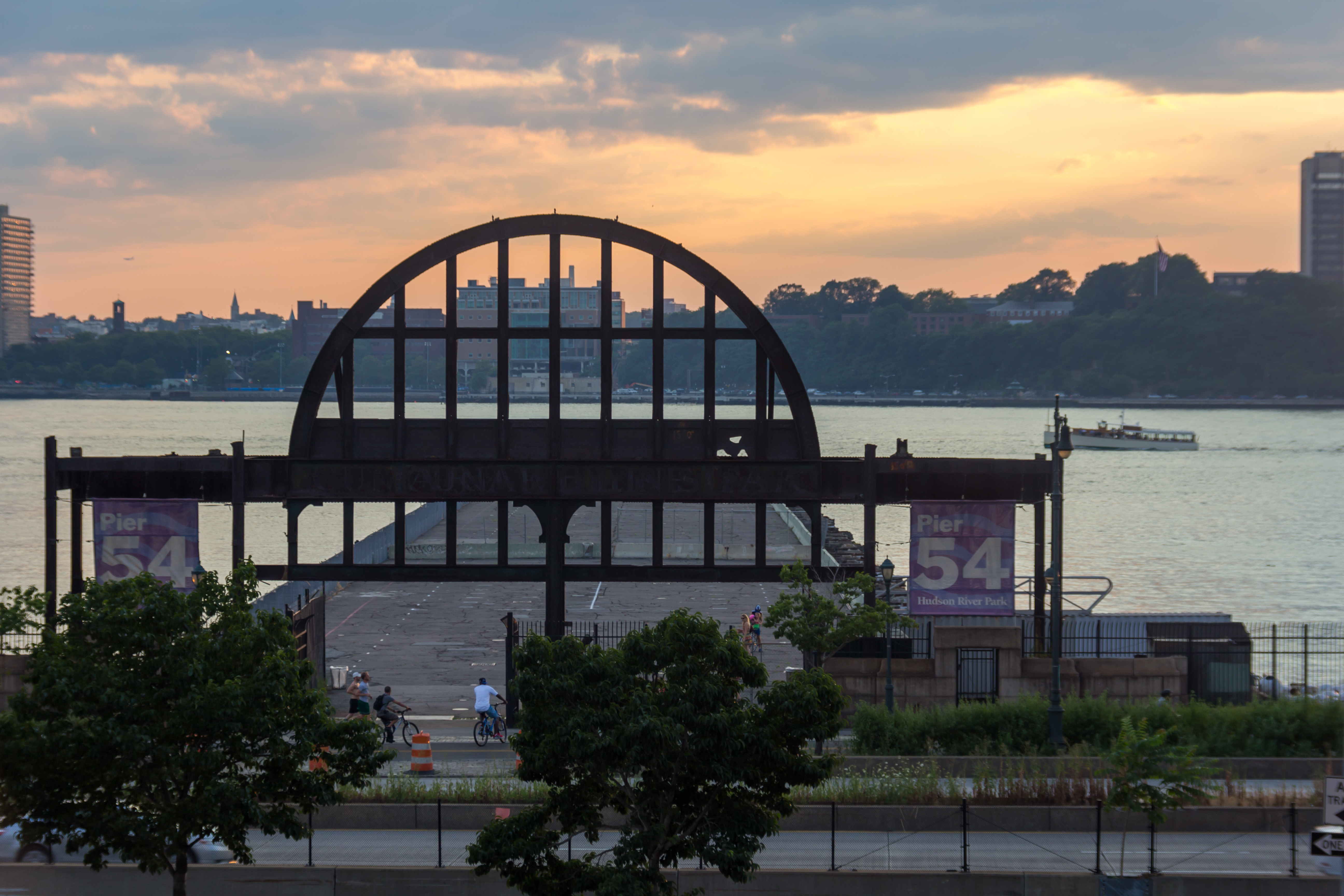
Embarcadero 54 en el 2012

El embarcadero 54 se ubica en 40°44′29″N 74°0′36″O / 40.74139, -74.01000, parte de los históricos embarcaderos de Chelsea se asocia con los desastres del RMS Titanic en 1912 y con el RMS Lusitania de 1915 cuando era utilizado por Cunard Line. Ahora es parte del Hudson River Park. Los embarcaderos se encuentran entre la calle Little West 12th Street y el río Hudson en los barrios Meatpacking District y Greenwich Village. El embarcadero también fue utilizado para embarcar tropas durante la Segunda Guerra Mundial Luego fue utilizado para las operaciones de la W. R. Grace and Company y United States Lines.
En 1998, los embarcaderos se convirtieron en parte del Hudson River Park. Desde entonces se ha utilizado para conciertos y otros eventos. En el 2005 alojó la muestra de arte del Museo Nómada que se realizó en contenedores. El embarcadero 54 fue finalmente clausurado en el 2011 cuando empezó a colapsar.
A fines de los 2010s e inicios de los años 2020, un parque llamado Little Island fue construido en la antigua ubicación de los embarcaderos 54 y 55. Los planes para el parque, originalmente conocido como "embarcadero 55", fueron anunciados en noviembre del 2014. Los planes fueron dejados de lado en el 2017 debido a problemas legales y financieros. En octubre del 2017, el plan del parque fue revivido, y la construction de la estructura comenzó en abril del 2018. Se inauguró el 21 de mayo del 2021.

## En la cultura popular
25 películas han sido filmadas en los embarcaderos de Chelsea.
- Los embarcaderos de Chelsea se ven en el filme de culto de 1978  Times Square, notoriamente en la secuencia en la que Pamela y Nicki escapan del hospital psiquiátrico y se esconden en el embarcadero 56.
- El club de golf se muestra en la película de Hollywood del 2010 The Other Guys, incluyendo una secuencia de persecución a alta velocidad a través de los embarcaderos y un helicóptero aterrizando en el driving range del club de golf.

Varios shows de TV se han filmado ahí:
- Varios episodios de la franquicia Law & Order se han filmado en los embarcaderos de Chelsea. Tanto  Law & Order como su spinoff Law & Order: Criminal Intent fueron producidos en escenarios ahí durante toda su duración. Law & Order: Special Victims Unit se mudó al espacio ocupado por las series originales luego de su cancelación en el 2010.[18] El 14 de septiembre del 2004, una carretera que llevaba al embarcadero 62 fue renombrada como "Law & Order Way".[19]
- The Apprentice filmó tres episodios en los embarcaderos incluyendo 2 finales.
- Las primeras cuatro temporadas de Spin City fueron filmadas en el estudio D en los embarcaderos de Chelsea.
- El embarcadero 54 fue la locación para el reality show de MTV Band in a Bubble en el que una banda popular (en este caso Cartel) es ubicada en una gran "burbuja" donde se dedican a escribir y grabar un nuevo álbum en 20 días mientras se encuentran en constante vigilancia. Se instalaron cámaras web en puntos estratégicos que transmitían vía internet imágenes en vivo de los movimientos de la banda y su progreso.

Los embarcaderos de Chelsea fueron los cuarteles generales de la transmisora CBS Sports Network.